# Simon Francis
Simon Charles Francis (n. 16 de febrer de 1985) és un exfutbolista professional anglès que jugava de defensa. El seu darrer equip fou l'AFC Bournemouth.